# Woman Is the Nigger of the World
Woman Is the Nigger of the World is een feministisch nummer geschreven door John Lennon en Yoko Ono, waarin gezongen wordt over de positie van de vrouw. Het verscheen als single en op Lennons album Sometime in New York City (1972).

## Heruitgaven
Een bewerkte versie van het nummer is opgenomen op het verzamelalbum Shaved Fish (1975). Het nummer werd op 4 april 1977 opnieuw uitgebracht als B-kant van Stand by Me. Het nummer ontbreekt op de Gimme Some Truth. The Ultimate Mixes-boxset, maar is wel te vinden op de John Lennon Signature Box.
Het nummer wordt ook weggelaten uit de nieuwe uitgave van Sometime in New York City, die in oktober 2025 zal verschijnen als onderdeel van de Power to the People Deluxe Box, ondanks dat het oorspronkelijk de openingstrack was van het album.